# Fântânele (Arad, Rumunjska)
Fântânele (nje: Engelsbrunn; mađ: Angyalkút) je općina u županiji Arad u Rumunjskoj. Općinu čini istoimeno selo. Do 2004. u općinu su se ubrajala sela Aluniş i Frumuşeni. Prvi zapisi o selo datiraju iz 1457.